# Пито, Франсуа
Франсуа Пито (фр. François Pitot; род. 4 января 2005, Орлеан, Франция) — французский фигурист, выступающий в одиночном катании. Двукратный бронзовый призёр чемпионата Франции по фигурному катанию.

## Биография
Пито начал заниматься фигурным катанием в 2012 году, когда ему было семь лет. В детстве он увлекался футболом, но решил попробовать себя в другом зимнем виде спорта.
В 2019 году франсуа выиграл чемпионат Франции среди новичков. В этом же году он выиграл золото на Triglav Trophy.

### 2019—2020
Тренируемый Брайаном Жубером, Пито дебютировал на юниорском чемпионате Франции 2019 года, заняв двенадцатое место. В 2019 году он занял четвертое место на Masters de Patinage, а также завоевал золото в юниорском дивизионе Tallinn Trophy 2019.
Дебютировав на взрослом уровне на чемпионате Франции 2020 года, Пито финишировал восьмым.
В 2020 году представлял Францию на зимних юношеских Олимпийских играх в Лозанне, где занял тринадцатое место.

### 2020—2021
Из-за пандемии COVID-19 Пито смог выступать только во Франции. На взрослом чемпионате Франции 2021 года занял пятое место.

### 2021—2022
Перед началом сезона Пито переехал в Вожани, чтобы тренироваться под руководством Флорана Амодьо и Софии Амодьо. Он начал сезон с участия в юниорском Гран-при ISU 2021/22 годов, завоевав бронзу на турнире во Франции и заняв шестое место на турнире в Словении. Впоследствии он одержал победу на юниорских турнирах Masters de Patinage и Кубке Ниццы в 2021 года.
На чемпионате Франции 2022 года Пито занял шестое место на взрослом уровне и завоевал серебряную медаль на юниорском. В промежутке между двумя национальными соревнованиями Пито также завоевал бронзу на юниорском чемпионате Баварии 2022 года.
В заключительной части сезона принял участие в Европейском юношеском олимпийском зимнем фестивале 2022 года, который состоялся в Финляндии. Пито финишировал шестым на этом турнире. На чемпионате мира среди юниоров 2022 года в Таллине занял тридцатое место в короткой программе и не смог квалифицироваться в произвольную.
После окончания сезона Пито переехал во Фрибур, где его новым тренером стал Ромен Понсар.

### 2022—2023
Пито начал сезон с участия в юниорском Гран-при ISU 2022/23 годов, заняв шестое место на этапе в Польше и пятое — на втором этапе в Польше.
Дебютировав на взрослом уровне на международной арене стал пятым на турнире CS Ice Challenge 2022.
В этом сезоне завоевал бронзовую медаль на взрослом чемпионате Франции 2023 года. На чемпионате мира среди юниоров 2023 года в Калгари Пито стал двенадцатым.

### 2023—2024
Франсуа начал сезон с участия в юниорском Гран-при ISU 2023/24 годов, завоевав серебро в Таиланде и золото в Японии. С этими результатами Пито прошёл в финал Гран-при среди юниоров сезона 2023/24 годов.
Осенью 2023 года он выступал на взрослом уровне на Мастерсе в Патинаже и Кубке Ниццы в 2023 году, завоевав бронзу и серебро соответственно. Также принял участие в Варшавском кубке CS 2023 года, где занял четвёртое место.
На финале юниорского Гран-при в Пекине Пито финишировал пятым. Через несколько дней после этого Пито участвовал в чемпионате Франции 2024 года, где во второй раз подряд завоевал бронзу. Затем завоевал золото на юниорском первенстве своей страны.

### 2024—2025
Пито начал сезон с одиннадцатого места на турнире CS Lombardia Trophy. Затем принял участие в турнире Masters de Patinage 2024 года, где завоевал золотую медаль.

## Результаты
CS: Challenger Series
| Соревнования                       | 22/23         | 23/24         | 24/25         |               |               |
| Международные                      | Международные | Международные | Международные | Международные | Международные |
| ---------------------------------- | ------------- | ------------- | ------------- | ------------- | ------------- |
| Гран-при США                       |               |               | 11            |               |               |
| CS Icechallenge                    | 5             |               |               |               |               |
| CS Lombardia Trophy                |               |               | 11            |               |               |
| CS Warsaw Cup                      |               | 4             |               |               |               |
| Master’s de Patinage               |               | 3             | 1             |               |               |
| Trophée Métropole Nice Côte d'Azur |               | 2             |               |               |               |
| Национальные                       |               |               |               |               |               |
| Чемпионат Франции                  | 3             | 3             | 2             |               |               |